# The Carlyle (Pittsburgh)
The Carlyle o Union National Bank Building es un rascacielos de 91 m de altura en Fourth Avenue y Wood Street en Pittsburgh, la segunda ciudad más poblada del estado de Pensilvania (Estados Unidos). Fue terminado en 1906, mide 84,89 m y tiene 21 pisos. Está empatado con el Washington Plaza y el Commonwealth Building como el 27º edificio más alto de la ciudad.

## Historia
Este edificio neoclásico de 1906 fue diseñado por el estudio de arquitectura MacClure & Spahr. Benno Janssen, empleado de esa firma, tuvo un papel clave en su diseño. El Union National Bank más tarde se convirtió en Integra Bank y abandonó el edificio. Tras años de tasas de ocupación relativamente bajas, la estructura se convirtió en condominios en 2006 y adquirió su nombre actual.

## Galería

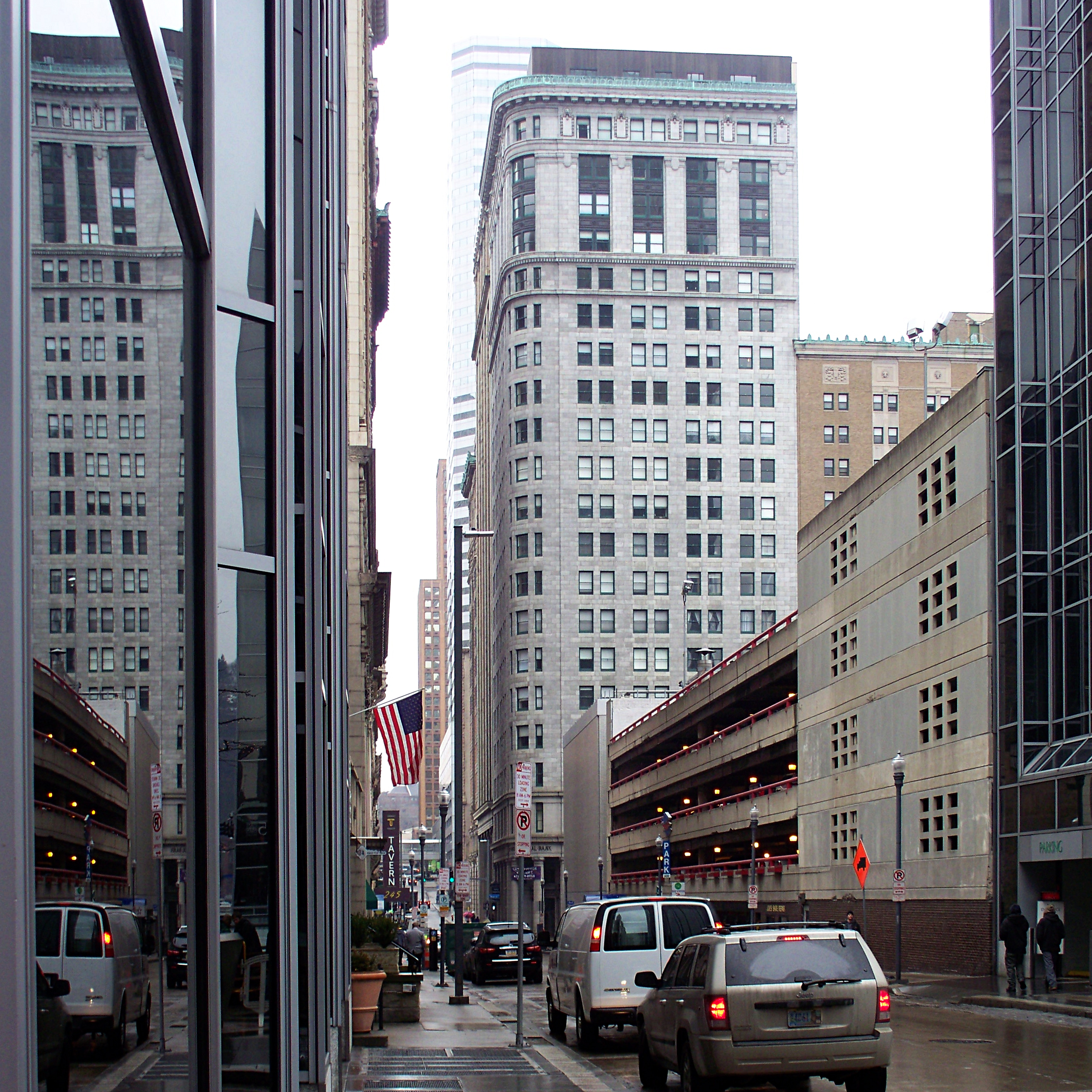
The Carlyle desde la Fourth Avenue
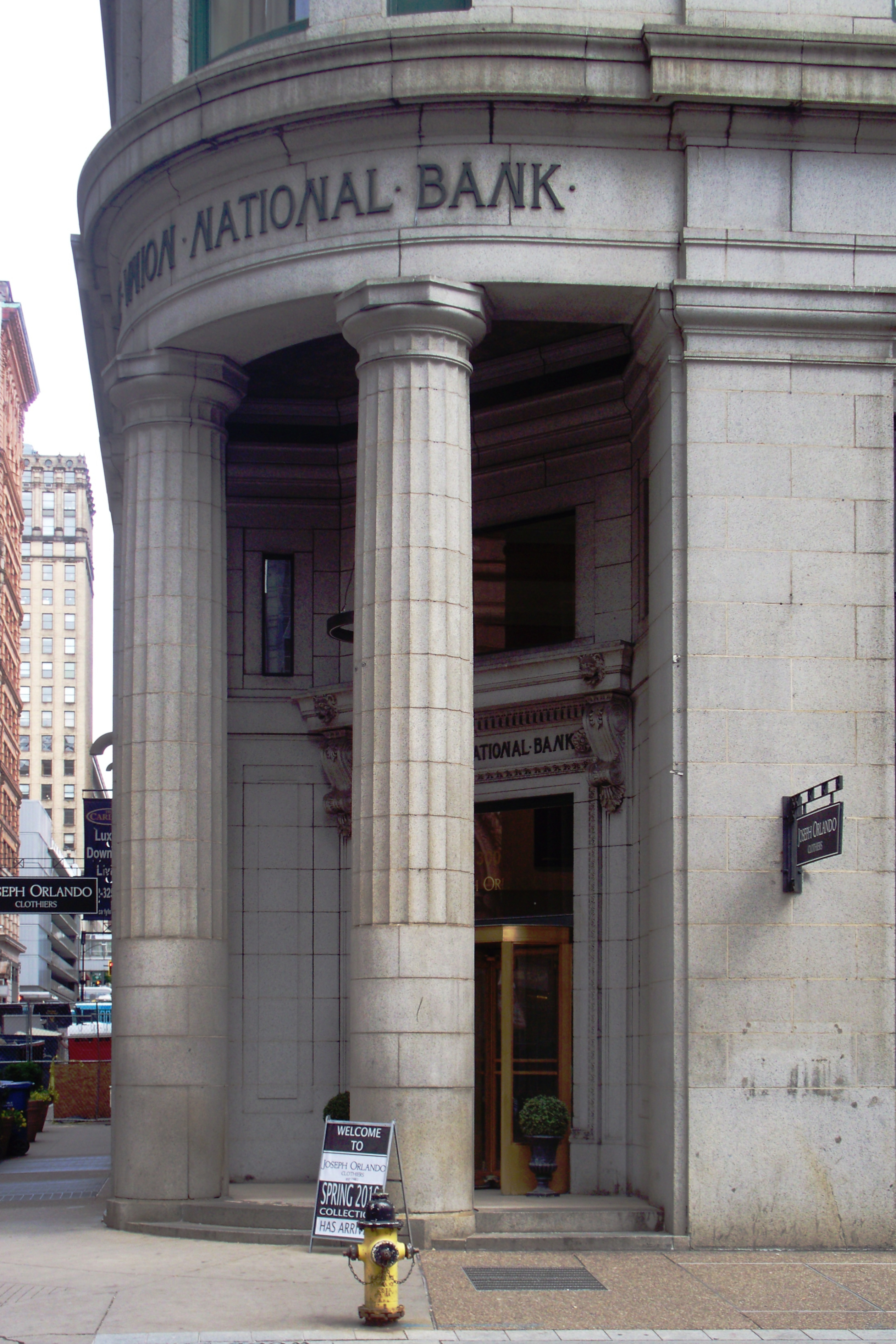
Entrada principal